# Pouso Alto
Pour les articles homonymes, voir Pouso.
Pouso Alto est une municipalité brésilienne de l'État du Minas Gerais et la microrégion de São Lourenço d'environ 6 500 habitants.
Située à 887 m d'altitude, Pouso Alto signifie en portugais « étape haute »,.

## Histoire
Au XVIe siècle, toute la région sud de l'actuel État brésilien du Minas Gerais était un territoire disputé entre différents peuples indigènes brésiliens : à l'ouest, les Caingangues ; au sud-ouest, les Tupiniquins ; au sud-est, les Tupinambás ; et à l'est, les Puris.

## Géographie
La municipalité est composée des districts de Pouso Alto et Santana do Capivari.
Elle est située autour de la Serra da Mantiqueira, une chaîne de montagnes des États du Minas Gerais, de São Paulo et Rio de Janeiro. Elle comprend 4,39 % du parc d'État de la Serra do Papagaio, d'une superficie de 22 917 hectares, créé en 1998.

## Tourisme
Pouso Alto permet différents circuits touristiques comme ceux des chutes d'eau et des Hautes Terres de Mantiqueira. Les randonnées vont d'une durée de 2h20 à 4h20 avec un parcours d'environ 39 kilomètres, à l'origine celui des bandeirantes à la recherche de richesses. 
On peut aussi visiter le pic de Rachado (pico do Rachado), à environ 20 km du centre. C'est une montagne située dans le parc d'État de la Serra do Papagaio et dans la zone de protection environnementale de la Serra da Mantiqueira. Son sommet se trouve à 2034 mètres d'altitude, ce qui en fait un excellent endroit pour faire de l'alpinisme. 

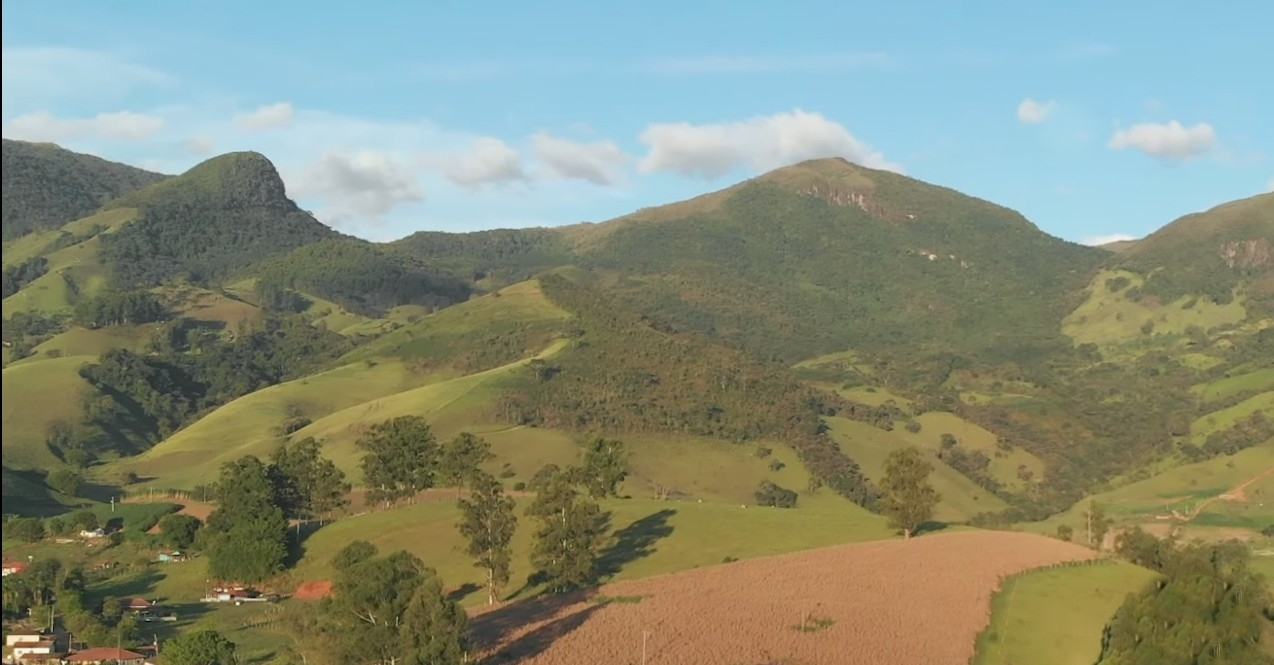
Le pic de Rachado.